# 三笠山出月
三笠山 出月（みかさやま いづき、1976年8月8日 - ）は、日本の元漫画家。兵庫県三木市出身。

## 経歴
1993年、高校在学中にエニックス主催の4コマ漫画大賞に『うめぼしの謎』で入選。同作を連載用にアレンジして1994年に『月刊少年ギャグ王』にてデビュー。連載中に大学に進学している。1996年末に連載が終了した後は作品を発表していなかったが、1999年、『月刊少年ギャグ王』休刊直後に公式サイト「うめじゅく」を立ち上げ、新作『うめぼしの謎』一編を執筆。同サイトの掲示板には三笠山の漫画仲間やコアなファン、漫画家の金田一蓮十郎などが集っていた。2000年9月に面倒臭くなったとして掲示板などを閉め、公式サイトを半閉鎖。2002年に『うめぼしの謎』が完全版として復刻された際に新作漫画を多数執筆したのを最後に作品を発表していない。完全版発売直前に宣伝も兼ね、公式サイトをお絵描き掲示板などを備えたものにリニューアル移転し、当初は自らも利用していたが、全てスパムに流され、最終的にサイトごと消滅した。

## 人物
- ペンネームは安倍仲麻呂の「天の原ふりさけ見れば春日なる三笠の山に出でし月かも」が由来である。本人曰く、高校の古典の時間に思いついた。
- 幸宮チノによると「すっごいナイスガイ」で「すごい面白い人」[4]。連載当時三笠山は兵庫県在住であり、関西圏のギャグ王作家は相互にアシスタントをしたりするなど交流が深かった。

## 作品リスト
- うめぼしの謎（『月刊少年ギャグ王』1994年5月創刊号-1996年12月号）